# Brusaporto
Brusaporto [bɾuzaˈpɔrto] (Brüsa [ˈbɾyza] o Brüsapórt [bɾyzaˈport] in dialetto bergamasco) è un comune italiano di 5 651 abitanti della provincia di Bergamo in Lombardia.
Adagiato sugli ultimi colli della Val Cavallina, fa parte dell’hinterland bergamasco.

## Origini del nome
Non vi è nessuna informazione storica riguardo al toponimo se non leggende popolari che si tramandano oralmente, ma che non hanno riscontri oggettivi.

### La leggenda
Il bizzarro nome attribuito al borgo pare, secondo una storia popolare, sia nato nel XIII secolo circa quando la Rocca del paese era sede dell'abitazione di un ricco signorotto che obbligava i suoi sudditi a lavori estenuanti retribuendoli solamente con una piccolissima parte del prodotto. Leggenda vuole che una notte la popolazione insorse contro lo strapotere e mise a ferro e fuoco la Rocca, rapendo il suo abitante. Tale signorotto fu portato in piazza e messo al rogo, con la popolazione euforica che gli urlava "brüsa porco", che in dialetto bergamasco significa letteralmente "brucia maiale".

## Storia
I primi insediamenti umani che riguardarono il territorio comunale risalgono all'epoca preistorica, testimoniabili dai resti umani rinvenuti nella zona collinare del paese.
Tale tesi è suffragata da analoghi ritrovamenti effettuati nei paesi limitrofi, che confermano il fatto che la zona si addiceva particolarmente alle condizioni di vita di quel tempo.
Tuttavia per quanto concerne i periodi successivi, non ci sono arrivate documentazioni che potessero attestare l'esistenza di nuclei abitativi in epoca romana, tanto meno nei secoli ad essa seguenti.
Il medioevo invece fu un periodo ricco di avvenimenti per il borgo. Il paese è citato nello statuto di Bergamo del 1331 e poi del 1333 diviso in due comunità con le denominazioni di Amberethe et Brusaporcho. Divisione che risulta non essere più presente nel 1392 nel documento che ne descrive i confini. Ad oggi pare che il toponimo “Amberethe” sia rintracciabile nella località “Beder”, al confine tra Brusaporto e Bagnatica, dove dal XII secolo è attestata la presenza di un piccolo monastero munito di torre, oggi residenza privata.
Il XIV secolo fu particolarmente cruenta anche in queste zone, nel 1380 le annose lotte tra guelfi e ghibellini portarono alla distruzione, da parte di questi ultimi, del castello posto sulla sommità del colle che sovrasta l'abitato della famiglia Rivola , privando così Brusaporto di una delle sue più grandi costruzioni di difesa del paese.
Un altro evento riportato dalle cronache medievali è l'editto proclamato dal ghibellino Giovanni Castiglioni, secondo il quale erano proibiti a chiunque sia la residenza che il transito nei pressi della rocca stessa.
Successivamente il borgo seguì le sorti del resto della provincia e, nel 1428 venne sottoposto alla dominazione veneta diventando parte della quadra di Calcinate che durò fino a quando intervenne la nuova dominazione napoleonica, sotto forma della Repubblica Cisalpina.
In quel periodo il paese venne inserito nel Cantone di Martinengo, realtà da cui si staccherà soltanto con l'avvento dell'unità d'Italia ed il conseguente |regno, ottenendo l'autonomia amministrativa.
Nel 1859 venne assegnato al mandamento di Martinengo nel circondario di Treviglio; nel 1897 passò al mandamento di Trescore nel circondario di Bergamo.
Questo fino al 1927, quando Brusaporto venne accorpato al vicino paese di Bagnatica, formando un comune denominato Rocca del Colle.
I frequenti episodi di campanilismo portarono però alla nuova suddivisione delle due entità, avvenuta nel 1956.

### Simboli
Lo stemma e il gonfalone sono stati approvati dal consiglio comunale il 26 gennaio 1961 e concessi con decreto del presidente della Repubblica del 9 marzo 1962.
Stemma
La pala e il piccone posti stanno ad indicare il lavoro nelle cave di pietra arenaria che producono ottimo materiale da costruzione; le api simboleggiano la ricchezza di questa industria e la laboriosità degli abitanti. 
Gonfalone

## Monumenti e luoghi d'interesse
Il castello è la struttura che maggiormente testimonia l'importanza della zona durante il medioevo posto sul colle Tomenone. Questo apparteneva all'importante famiglia bergamasca guelfa dei Rivola. Non fu mai occupato come residenza ma solo come baluardo di difesa.
Posto sul colle che domina il borgo è chiamato anche Rocca del colle. Dell'originaria struttura, a causa delle devastazioni causate dalla lotta fra le due fazioni dei guelfi e ghibellini del 1380, dell'incuria e dell'usura causata dal tempo, è rimasta solo la cinta muraria.
Fatto degno di nota per il paese: il 6 marzo 1956, un Mustang dell'Aeronautica italiana si schiantò contro il muro del lato ovest del castello, causando la morte del pilota, il ventiduenne sergente Mario Locatelli di Belluno.
La famiglia Rivola fu tra quelle che cercarono di fermare l'occupazione dei Visconti a Bergamo, resta la cronaca di
Joanes Mozi de Brembate (1325-1409) che racconta il 5 luglio 1380.
(Joanes Mozi de Brembat)
Un altro edificio è Villa Belvedere di origine medievale, che possiede una caratteristica torre merlata (di fattura medievale ma costruita da uno dei precedenti proprietari intorno alla seconda metà del XIX secolo).
Nell'ambito degli edifici sacri, merita menzione la chiesa parrocchiale di Santa Margherita. Ricostruita su un precedente edificio di culto nel corso del XVIII secolo, custodisce opere di Niccolò Frangipane, del Palazzano e del Peverada.
A questa attigua si trova una seconda chiesa, dedicata alla Sacra famiglia, risalente all'inizio del XX secolo, in stile gotico.
Molto caratteristica è la chiesetta di San Martino, in stile romanico, risalente al XIV-XV secolo. Questa possiede affreschi di notevole importanza, raffiguranti immagini della Madonna e di santi, risalenti al XV secolo. Grazie ai recenti restauri della chiesetta in stile romanico, ora è possibile rivedere gli affreschi in tutta la loro maestosità e singolarità, oltre che al loro grandissimo valore storico e artistico.
Resti di un'antica fortificazione medievale sono tuttora visibili sul colle Tomenone (367 m s.l.m.), sul lato est del paese. Tra i boschi del colle si trova infatti ancora un vecchio muro in pietra, forse originariamente costruito per dividere il paese da Bagnatica, ed i resti di un posto di guardia con annesso un pozzo ormai prosciugato. Sulla sommità del colle si trova un osservatorio dal quale si può godere di una bellissima vista della Città Alta di Bergamo, distante in linea d'aria 10 km.
• Paese natale del noto politico bergamasco Stefano Sottocorna.

## Società

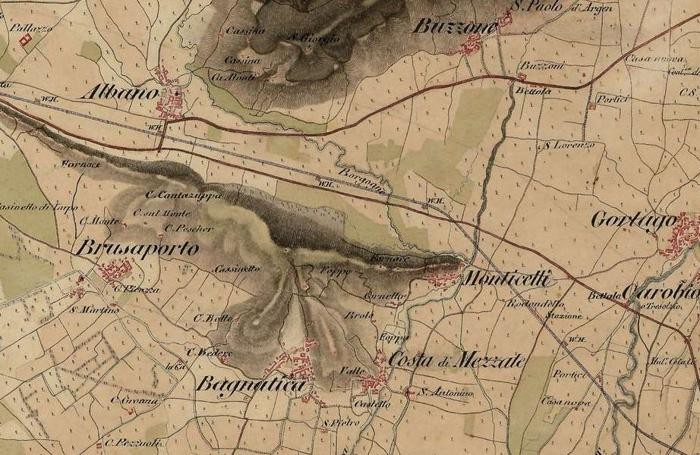
Brusaporto e dintorni negli anni 1850

### Evoluzione demografica
Abitanti censiti

## Cultura

### Brusaporto Retrocomputing
A partire dal 2007 viene organizzata annualmente una mostra di retrocomputing a carattere nazionale di computer, calcolatori e console di generazioni passate, che ripercorre la storia dell'informatizzazione, dalla "preistoria dell'informatica" ai giorni nostri.

## Amministrazione
| Periodo | Periodo | Primo cittadino        | Partito      | Carica  | Note |
| ------- | ------- | ---------------------- | ------------ | ------- | ---- |
| 1975    | 2004    | Giulio Preda           |              | sindaco |      |
| 2004    | 2014    | Claudio Rossi          | lista civica | sindaco |      |
| 2014    | 2024    | Roberto Giuseppe Rossi | lista civica | sindaco |      |
| 2024    | 2029    | Maria Cristina Galizzi | lista civica | sindaco |      |

## Sport
Gli impianti sportivi presenti sul territorio sono 3: la palestra comunale di via Tognoli, la palestrina del "Centro Sociale" di via Regina Elena ed il centro sportivo comunale di via Belvedere.
Gli sport praticati sono: calcio (con le squadre A.S.D. Calcio Brusaporto e A.P.D.O Oratorio Brusaporto), basket con (A.S.D. Brusabasket), pallavolo (A.S.D. Volley Brusaporto) , (le ultime due citate attualmente unite chiamate team Brusaporto)*, tennis (A.S. Tennis Brusaporto), atletica, bocce (U.S. Bocce Brusaporto), tiro con l'arco (Gruppo Arcieri "04 Luna"), pesca (Gruppo Amatori Pesca), ginnastica (Associazione Dilettantistica Ginnastica Brusaporto), ciclismo (Gruppo sportivo Pedale Brusaporto).